# Sandöörarna
Sandöörarna est une réserve naturelle dans l’archipel de Luleå en Suède,,.

## Présentation
La réserve naturelle de Sandöörarna est située à  13 kilomètres au sud-ouest de centre-ville de Luleå. 
La zone naturelle est protégée depuis 2017 et s'étend sur 85 hectares. 
La réserve est située sur la côte, du côté sud de la péninsule Sandöörarna, qui forme la pointe la plus méridionale de lile de Sandön. 
Contrairement aux autres réserves de l'île, qui sont principalement situées sur des terres sablonneuses, cette partie de l'île est constituée de moraines riches en rochers. 
Parmi les arbres à feuilles caduques, le bouleau verruqueux domine. La quantité d'arbres à feuilles caduques varie entre 20 et 90 % dans les différentes parties de la réserve. 
Dans la réserve, il y a plusieurs zones humides entourées de forêts marécageuses. 
La réserve se compose d'une forêt ancienne d'épicéas avec des arbres à feuilles caduques.
Les arbres les plus anciens ont ont entre 150 et 200 ans, le épicéa commun, le sapin, l'aulne et le bouleau cohabitent.
Dans certaines parties de la zone, du bois mort a commencé à apparaître sous la forme d'arbres secs, de hautes souches d'épicéa et de bouleau. 
Avec l'âge, la forêt est devenue un habitat attrayant pour certaines espèces les plus exigeantes, comme les champignons des bois, le Phlebia mellea et la Inonotus leporinus, le Fomitopsis rosea et le Diplomitoporus crustulinus.
Dans la partie ouest de la réserve, à proximité des maisons de vacances situées en dehors de la réserve, se trouve une petite zone autrefois fauchée et pâturée.